# Liminalfase
 Der er for få eller ingen kildehenvisninger i denne artikel, hvilket er et problem. Du kan hjælpe ved at angive troværdige kilder til de påstande, som fremføres i artiklen.

Liminalfasen er en religionsvidenskabelig betegnelse for en overgangsfase i et ritual. Betegnelsen bliver oftest brugt i forbindelse med analyser af overgangsriter.
I de surinamske Maroners religion fungerer liminalfasen som en vigtig del af det overgangsritual der bedst kan sammenlignes med den kristne konfirmation.
Ceremonien foretages når en dreng eller pige har nået alderen imellem 14 og 16. Teenageren skal indvies i de voksnes verden, og dette kan kun ske hvis teenageren fralægger sig visse forbindelse til sin barndom. Dette gøres ved at teenageren får skåret sit tøj i stykker og skal stå nøgen foran landsbyboerne, som griner og peger fingre. Denne del af liminalfasen er den vigtigste, da det er sidste gang at teenageren bliver set nøgen offentligt.
Drenge kan fravælge at stå nøgen frem, men piger kan ikke, hvilket resulterer i at mange piger stikker af, kort før ceremoniens begyndelse.
Til sidst vil teenageren være en del af det voksne fællesskab og blive omsvøbt af nye tøjstykker og modtage forskellige gaver. De vil også blive talt til som "bror" eller "søster" (Ba og Sa) som et præfiks før deres navn.